# RAF Syerston
RAF Syerston – baza lotnicza RAF znajdująca się koło miejscowości Syerston, ok. 8 km wzdłuż szosy A46 na południowy zachód od Newark-on-Trent (hrabstwo Nottinghamshire). Podczas II wojny światowej była wykorzystywana jako baza bombowców, w tym polskich dywizjonów 304 i 305. Czynna do dzisiaj jako baza szkolenia szybowcowego .

## Historia bazy

### Polskie dywizjony bombowe
Baza została zbudowana w ramach programu strategii wykorzystania bombowców w konfliktach zbrojnych. Formalnie baza została otwarta 1 grudnia 1940, ale nie wszystkie budynki były ukończone oraz brakowało części wyposażenia. Została podporządkowana Dowództwu 2 Grupy Bombowej (RAF Bomber Command) .
Już od 26 listopada do bazy przybył zespół techniczny Dywizjonu 304 z oficerem technicznym lotniska F/Lt M.Kaczanowskim. Angielskim dowódcą bazy był ppłk. Sanderson. Samoloty Vickers Wellington dywizjonu 304 oraz 305 przyleciały 4 grudnia 1940. Dnia 27 stycznia 1941 Król Jerzy VI i królowa matka odwiedzili oba dywizjony. Po intensywnych szkoleniach oba dywizjony zgłosiły 22 i 23 kwietnia 1941 gotowość bojową i rozpoczęły działania operacyjne od zbombardowania zbiorników z paliwem w porcie Rotterdamm. W kolejnych operacjach bombardowania celów w Niemczech odnotowały straty w załogach. W dniu 28 czerwca 1941 do bazy przybył Inspektor PSP gen. Stanisław Ujejski w towarzystwie AVM R.D.Oxalanda, aby wręczyć pierwsze w tych dywizjonach Krzyże Walecznych. W drugiej połowie lipca 1941 dywizjony zostały przebazowane na lotnisko RAF Lindholme.

### Baza Grupy Bombowej
W lipcu 1941 do bazy przybyła Eskadra 408 lotnictwa kanadyjskiego Royal Canadian Air Force (RCAF) latająca na Handley Page Hampdenach. Od grudnia 1941 do 5 maja 1942  baza została zamknięta dla budowy betonowych pasów startowych oraz hangarów. Po otwarciu stała się bazą 5 Grupy Bombowej. Przybyły dwie eskadry 61 i 106 wyposażone w bombowce Avro Lancaster. Ich regularnym celem były zakłady badawczo-rozwojowe w Peenemunde, gdzie testowano rakiety V1 i V2.

### Okres szkolenia załóg
Od 17 listopada 1943  baza służyła szkoleniu załóg bombowców, od stycznia 1944 była znana jako 5 Lancaster Finishing School. Od listopada 1943 do lipca 1944  odbywały się również loty szkoleniowe bombardowań i strzelania z udziałem kilku Wellingtonów, Spitfireów, Hawker Hurricanenów oraz kilku samolotów holowniczych Martinet. Od 1 kwietnia 1945 w bazie stacjonowała eskadra nr 49, która po wykonaniu jednego lotu bojowego została przeniesiona do bazy RAF Mepal 28 września 1945. 

### Wykorzystanie powojenne
Od 25 października 1945 baza została przypisana do Grupy Transportowej (RAF Transport Command) dla jednostki szkoleniowej na samolotach Dakota, Halifax oraz szybowcach Horsa, funkcjonującej do 5 stycznia 1948. Od 1 lutego 1948 baza została przejęta przez Flying Training Command i w kolejnych latach z bazy korzystały różne jednostki szkolenia lotniczego, aż do 16 stycznia 1970. 
W styczniu 1975 do bazy została przeniesiona centralna szkoła latania - Central Flying School RAF (CFS) oraz Ochotnicza Eskadra Szybowców 634 oraz 644. W 2014 zorganizowano Central Gliding School (CGS), szkołę szkolenia szybowcowego. W gestii CFS jest zespół egzaminacyjny oraz nadzór Red Arrows, Zespół Akrobacyjny Królewskich Sił Powietrznych Wielkiej Brytanii. W 1997 wszystkie budynki z wyjątkiem wieży kontroli lotów, H-bloku oraz dwóch hangarów, zostały rozebrane.

## Zobacz
- Bazy RAF używane przez PSP